# Rainer Siebert

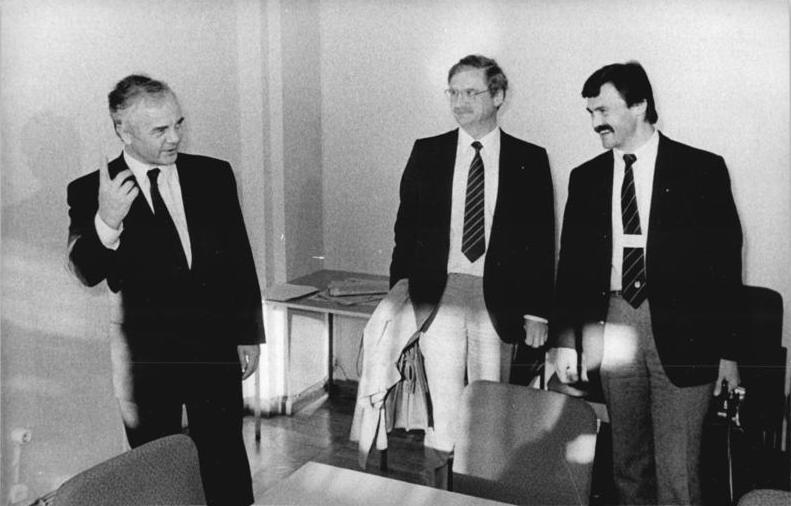
Rainer Siebert (rechts) mit Manfred Stolpe und Knut Sandler (1990)

Rainer Siebert (* 25. Mai 1952 in Burg) ist ein deutscher Politiker (LDPD, ab 1990 FDP).

## Leben und Beruf
Nach dem Besuch der Polytechnischen Oberschule (POS) und der Berufsschule, die er 1971 mit dem Abitur sowie mit einer Ausbildung als Dreher abschloss, leistete Siebert 1972/73 Grundwehrdienst bei der NVA. 1974 nahm er ein Studium an der Pädagogischen Hochschule Potsdam auf, das er 1978 als Diplomlehrer abschloss. Anschließend trat er in den Schuldienst ein. Zuletzt war er als Stellvertreter des Landrates und als Dezernent für Wirtschaft bei der Kreisverwaltung in Herzberg tätig.
Rainer Siebert ist verheiratet und hat vier Kinder.

## Politik
Siebert trat 1974 in die LDPD ein, war 1990 Vorsitzender des LDPD-Kreisverbandes Herzberg und schloss sich danach der FDP an. Er war von 1990 bis 1994 Mitglied des Brandenburgischen Landtages, dort von 1990 bis 1992 Vorsitzender und von 1993 bis 1994 stellvertretender Vorsitzender der FDP-Fraktion. Von 1999 bis 2003 war er stellvertretender Landesvorsitzender; ab 2003 war er Landesschatzmeister und Mitglied des Landesvorstandes der FDP Brandenburg.
Am 17. März 2010 trat er von seinen politischen Ämtern zurück, nachdem die Bild-Zeitung über eine frühere Verpflichtung Sieberts als IM der Stasi berichtet hatte. Diese Vorwürfe konnten nicht nachgewiesen werden, zum Schutz der FDP Brandenburg trat Siebert dennoch zurück.